# Iraq Suwaydan
Iraq Suwaydan ((ar)عراق سويدان) était un village palestinien situé à 27 kilomètres au nord-est de Gaza. Le village a été conquis par les forces israéliennes contre l'armée égyptienne pendant l'Opération Yoav durant la guerre israélo-arabe de 1948-1949. Les infrastructures ont totalement été détruites à l'exception de la station de police britannique. En 1931, le village comprenait 81 maisons.